# 三階魔方

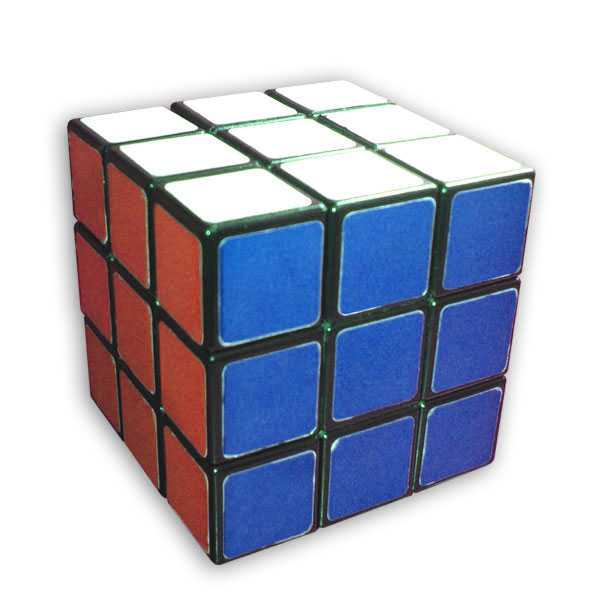
魔方原狀

轉動魔方

三阶魔方是3×3×3的立方体结构的魔術方塊，為魔術方塊系列中最經典也是最早提出的，由匈牙利建築學教授暨雕塑家魯比克·艾爾內於1974年發明，最初的名稱叫Magic Cube，1980年Ideal Toys公司於販售此玩具，並將名稱改為Rubik's Cube。

## 发展历史

### 第一個魔方
魯比克·厄爾諾是匈牙利的建築學和雕塑學教授，為了幫助學生們認識空間立方體的組成和結構，所以他自己動手做出了第一個魔方的雛形來，其靈感是來自於多瑙河中的沙礫。
1974年，魯比克教授發明了第一個魔術方塊（當時稱作Magic Cube），並在1975年獲得匈牙利專利號HU170062，但沒有申請國際專利。第一批魔術方塊於1977年在布達佩斯的玩具店販售。與Nichols的魔方不同，魯比克教授的零件是像卡榫一般互相咬合在一起，不容易因為外力而分開，而且可以以任何材質製作。
1979年九月，Ideal Toys公司將魔術方塊帶至全世界，並於1980年一、二月在倫敦、巴黎和美國的國際玩具博覽會亮相。
展出之後，Ideal Toys公司將魔術方塊的名稱改為Rubik's Cube，1980年五月，第一批魔術方塊在匈牙利出口。

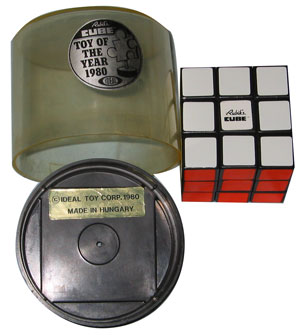
1980年，魔術方塊套裝，在匈牙利Ideal Toys公司製造的玩具。
魔術方塊的色塊

### 流行
魔方廣為大眾喜愛是在1980年代。從1980年到1982年，總共售出了將近200萬個魔方。1981年，一個來自英國的小男孩，派翠克·波塞特（Patrick Bossert）寫了一本名叫《你也能夠復原魔方》（ISBN 978-0-14-031483-0）的書，總共售出了將近150萬本。據估計，1980年代中期，全世界有五分之一的人在玩魔術方塊。

### 还原比賽
根據金氏世界紀錄第一場魔方比賽於1981年3月13日，第一名是慕尼黑出生的Jury Froeschl，花了38秒。
第一個國際性的比賽於1982年6月5日在布達佩斯舉行，當時的比賽項目只有速解魔術方塊，第一名是Minh Thai，花了22.95秒，之後又逐漸增加了其他比賽規則。
2003年起，世界魔術方塊協會開始定期舉辦比賽，並記錄了1982年和2003年之後正式比賽的最佳成績。
2004年，WCA使用較精準的Stackmat計時器來計時，增加比賽的準確性。
2007年，法國的Thibaut Jacquinot以9.86秒的成績成為首個在10秒內復原魔術方塊的人。
2013年，荷蘭的Mats Valk以5.55秒的成績成為當時最快復原魔術方塊的人。
2015年，美國高中生Collin Burns以5.253秒的成績成為當時最快復原魔術方塊的人。
2015年11月，美國的Lucas Etter以4.904秒的成績成為目前最快復原魔術方塊，且為首位在5秒內復原魔術方塊的的人。
2016年，澳洲的菲利克斯·曾姆丹格斯以4.73秒記錄成為當時最快復原魔術方塊的人。
2018年，澳洲的菲利克斯·曾姆丹格斯再次以4.22秒的成績，並且沒有跳步驟，亦能sub-5的成績成為當時最快復原魔術方塊的人。
2018年，中國的杜宇生以3.47秒的成績成為當時最快復原魔術方塊的人。
2023年，美國的马克斯·朴以3.134秒的成績成為当时最快復原魔術方塊的人。
2024年，中国的王艺恒以3.08秒的成绩成为当时最快复原魔方的人。
2025年，中国的耿暄一以3.05秒的成绩成为目前最快复原魔方的人，领先前记录0.03s

## 机械結構
三階魔方由1個中心軸/核心球、6個中心塊、12個邊塊及8個角塊構成，當它們組合在一起的時候每個零件會互相牽制不會散開，並且任何一面都可水平轉動而不影響到其他方塊。三階魔方的結構不只一種，例如空心魔方。中国的一些魔方玩家，尝试对三阶魔方结构进行修改，形成适合竞速的魔方，这些修改包括对摩擦面接触方式、尺寸、重量、材质、颜色、边角处理、弹簧弹力等等的修改，这些修改都很成功，并且受到了世界魔方顶尖选手的青睐。不过这些魔方在中国以外的地区，依然会面对三阶魔方结构专利权的问题。以下是一般魔方的結構。

### 中心塊

中心塊

中心塊與中心軸連接在一起，但可以順著軸的方向自由地轉動。
中心塊的表面為正方形，結構略呈長方體，但長方體內側並非平面，另外中心還有一個圓柱體連接至中心軸。
從側面看，中心塊的內側會有一個圓弧狀的凹槽，組合後，中心塊和邊塊上的凹槽可組成一個圓形。旋轉時，邊塊和角塊會沿著凹槽滑動。

### 邊塊

邊塊

邊塊的表面是兩個正方形，結構類似一個長方體從立方體的一個邊凸出來，這樣的結構可以讓邊塊嵌在兩個中心塊之間。
長方體表面上的弧度與中心塊上的弧度相同，可以沿著滑動。立方體的內側有缺角，組合後，中心塊和邊塊上的凹槽可組成一個圓形。旋轉時，邊塊和角塊會沿著凹槽滑動。另外，這個缺角還被用來固定角塊。

### 角塊

角塊

角塊的表面是三個正方形，結構類似一個小立方體從立方體的一個邊凸出來，這樣的結構可以讓角塊嵌在三個邊塊之間。
與邊塊相同，小立方體的表面一樣有弧度，可以讓角塊沿著凹槽旋轉。

## 变化数
三階魔方的總變化數是：
{\displaystyle {\frac {8!\times 3^{8}\times 12!\times 2^{12}}{2\times 2\times 3}}=43,252,003,274,489,856,000\approx 4.33\times 10^{19}}
三階魔方總變化數可利用乘法原理計算，具體方法是：
- 8個角块可以互换位置（8!），也可以旋轉（3），但不能單獨翻轉一個角塊，所以总共有8!×38/3种变化状态。
- 12个边块可以互换位置（12!），也可以翻轉（2），但不能單獨翻轉一個邊塊（也就是將其兩個面對調），也不能單獨交換兩邊塊的位置，所以总共有12!×212/（2×2）种变化状态。

也就是說，拆散魔術方塊再隨意組合,有11/12的機率無法恢復原狀。（角塊或邊塊被單獨翻轉）
對於一個拆散又再隨意組合的魔術方塊，總變化數則是：
{\displaystyle {8!\times 3^{8}\times 12!\times 2^{12}}=519,024,039,293,878,272,000\approx 5.19\times 10^{20}}
某些魔方在各个面的图案具有方向性，考虑到6个中心块各有4种朝向，但不能仅仅将一个中心块旋转90度，這時總变化数目还要再乘以46/2。此时结果为：
{\displaystyle {\frac {8!\times 3^{8}\times 12!\times 2^{12}}{2\times 2\times 3}}\times {\frac {4^{6}}{2}}=88,580,102,706,155,225,088,000\approx 8.86\times 10^{22}}

## 變體
三階魔方也有許多變體，通常是指結構與三階魔方相同但外型不同的魔術方塊，例如粽子魔方，或外型類似但結構不同，例如空心魔方。特別地，三階魔方的許多變體是由魔術方塊愛好者改裝而來。

### 粽子魔方
粽子魔方，也称魔棕，是一种在三阶魔方基础之上变化而来的异形魔方。虽然外形看起来像是金字塔魔方，但两者的解法大相径庭。魔棕的解法与三阶魔方十分类似，只是由于其形状特殊而稍有不同。

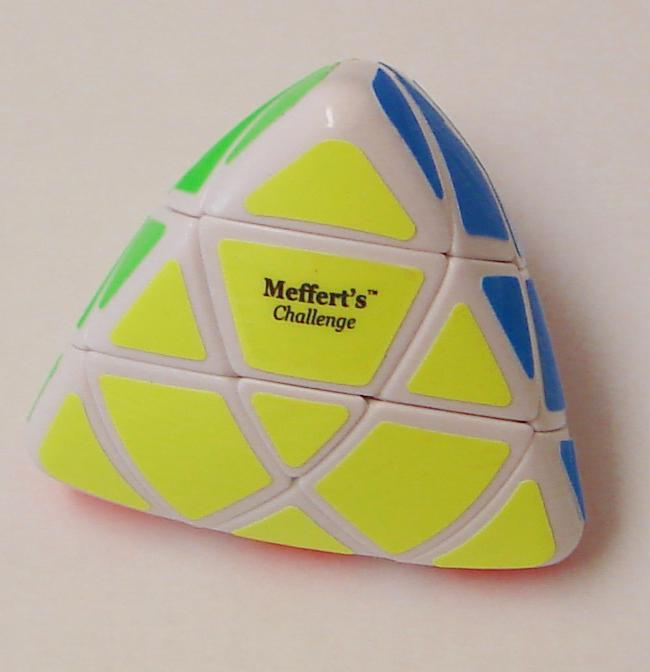
粽子魔方

### 空心魔方
空心魔方由日本的冈本胜彦发明，一般以三阶为主，结构与三阶魔方不同。由于没有中心块，所以复原比三阶的难。

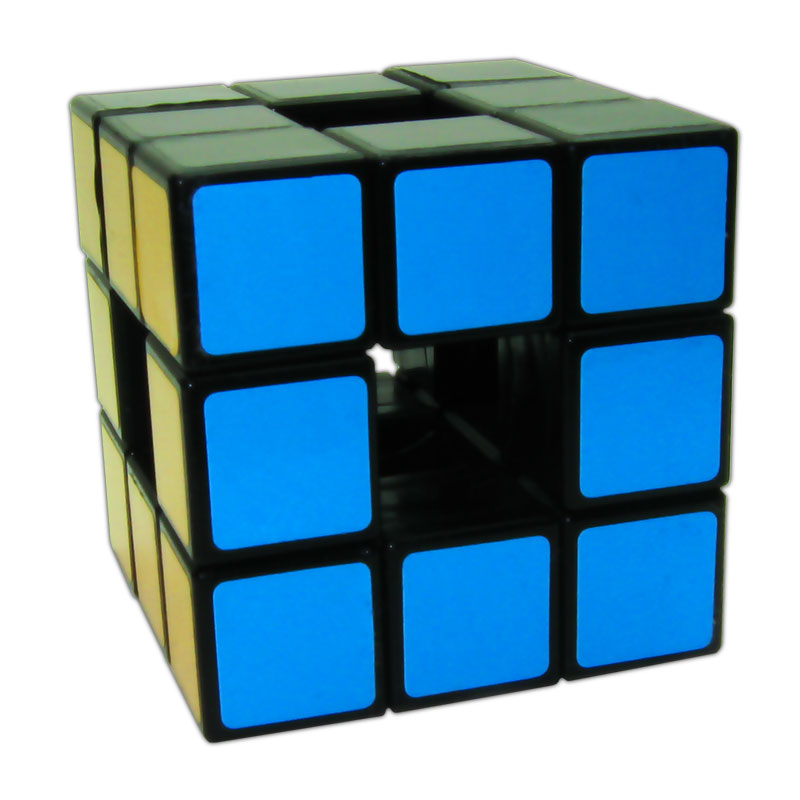
空心魔方

### 數獨魔方
數獨魔方是三階魔方的另一種變體，其將九個數字貼在三階魔方表面上，遊戲規則類似數獨，要讓每個面上出現的數字不重複。數獨方塊於2006年由Jay Horowitz 在俄亥俄州發明。

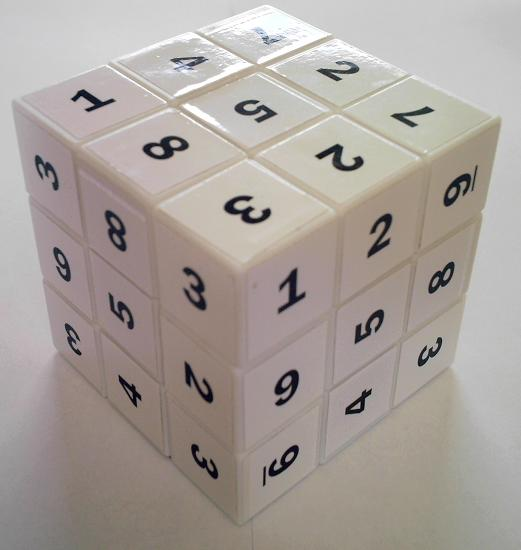
數獨魔方

### Latch Cube
Latch Cube是三階魔方的另一種變體，外型為三階魔方，但是每面上接貼有順時針或逆時針的方向箭頭，其結構類似於三階魔方，但內設有特殊卡榫，轉動時只能依面上貼的方向進行轉動。Latch Cube為著名魔方愛好者岡本勝彥發明。

### 費雪魔方
費雪魔方是三階魔方的另一種變體，又稱風火輪魔術方塊，是將一顆正常的三階魔方，水平旋轉45度，並且切下魔術方塊的4條稜，並貼到原本的中心塊上形成一個外觀類似三階魔方，但頂面和底面是斜線交叉的另一種魔方，由東尼·費雪於1980設計。

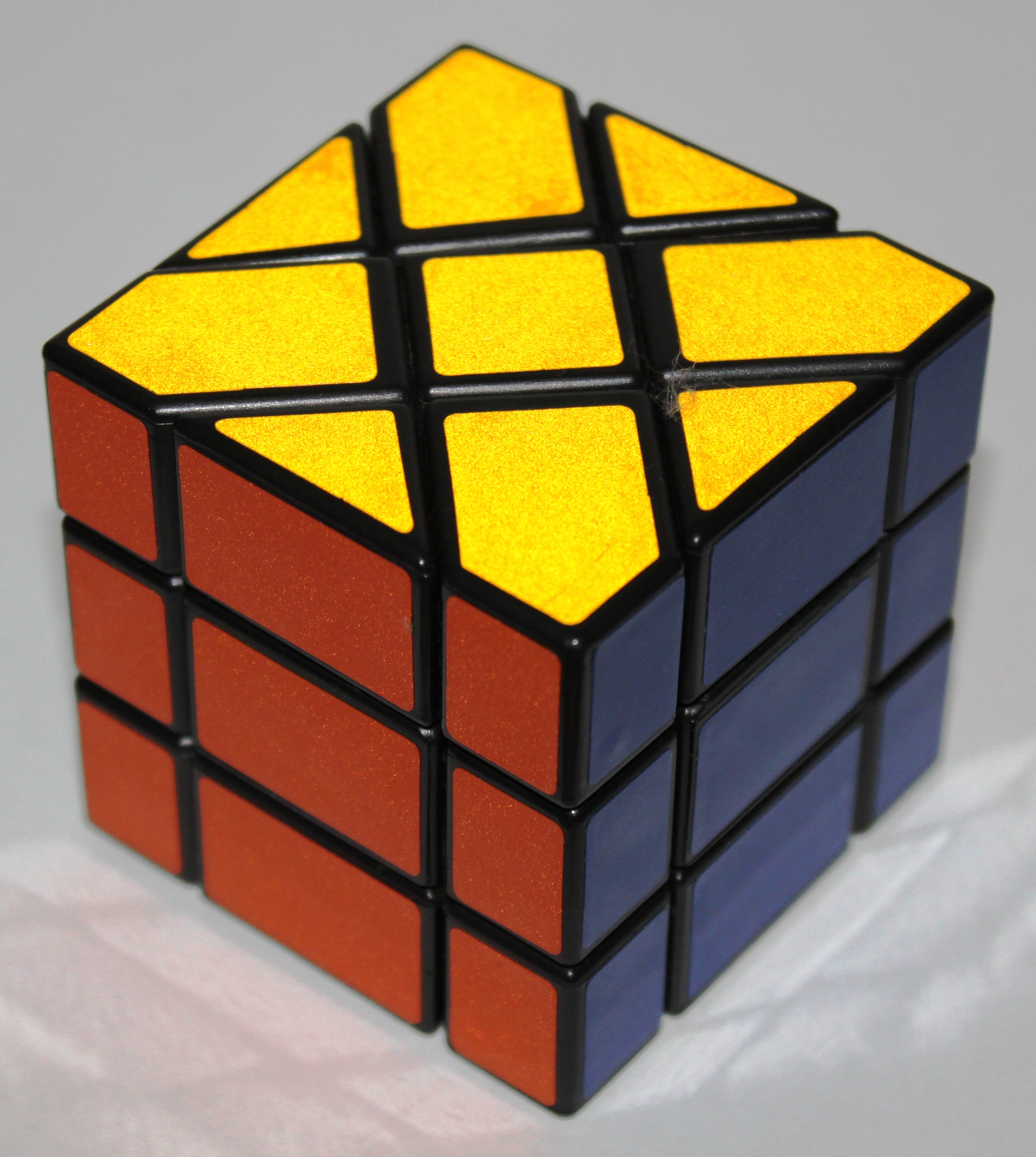
Fisher's Cube
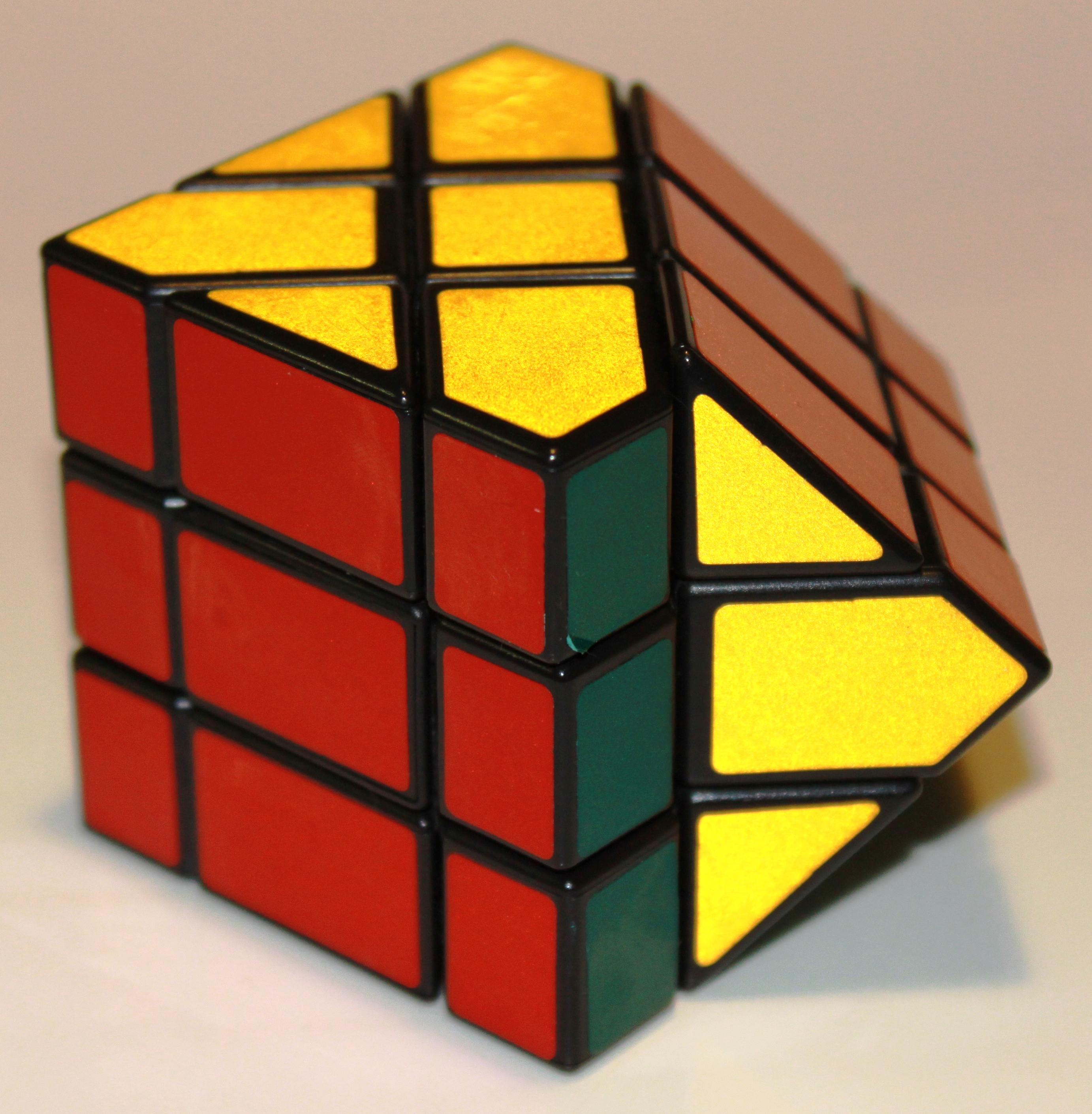
轉動中的費雪魔方
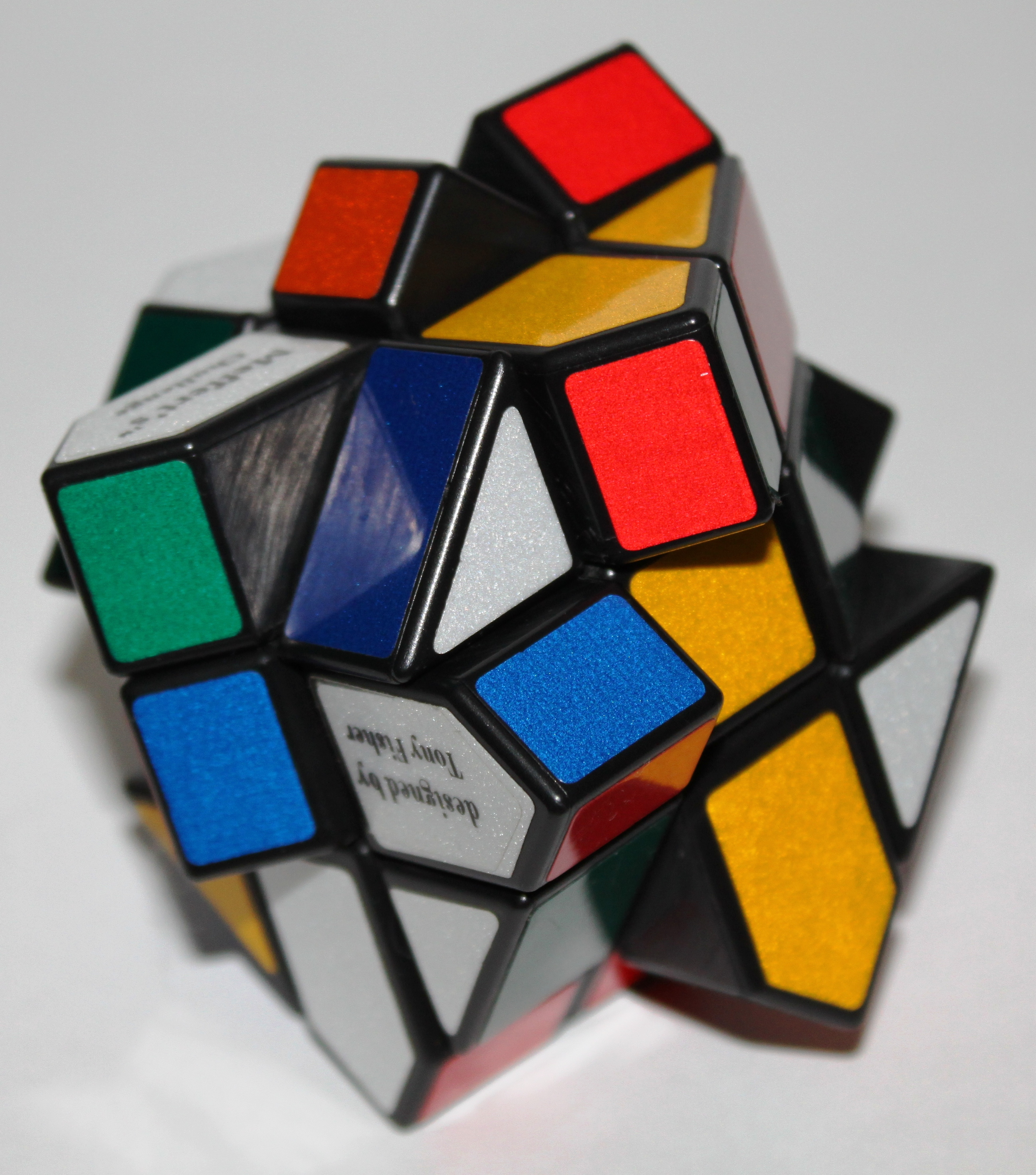
轉亂的費雪魔方

## 還原方法
魔方的还原方法有很多種，以下是其中幾種常见的方法。

### 层先法(Layer By Layer，缩写为LBL)
這類解法分為以下幾個步驟：
| 第一阶段                   | 第二阶段       | 第三阶段       | 第四阶段                   | 第五阶段                                                         | 第六阶段                     |
| -------------------------- | -------------- | -------------- | -------------------------- | ---------------------------------------------------------------- | ---------------------------- |
|                            |                |                |                            |                                                                  |                              |
| 对顶层十字，还原顶层棱块。 | 还原顶层角块。 | 还原中层棱块。 | 对底层十字，还原底层棱块。 | 翻转底层角块，对齐底层颜色。 （为便于理解，此处将魔方翻转过来。) | 调整底层角块位置，还原完成。 |

### 角先法(Corner First)
角先方法是先將魔方的八個角歸位定色，然後再填補棱色，最後完成復原。

### 棱先法
棱先方法是先將棱塊歸位定色，然後填補底層和上層的角塊的方法。

### Fridrich Method
Fridrich Method(簡稱CFOP)其實是層先的變種，但是由於其歸納出了可能出現的各種情況，所以在記憶量上面要增大許多倍（119個公式），但同時也能有效的增加速度。其步驟分為以下幾個：
- 將底層轉出一個符合色塊分佈的十字 （Cross） 0個公式
- 同時將底層角塊和相對應棱塊歸位 （F2L，First 2 Layers） 41個公式
- 最上層利用公式將顏色統一 （OLL，Orientation of Last Layer）57個公式
- 將最上層側面的顏色統一 （PLL，Permutation of Last Layer）21個公式

### 桥式解法(Roux Method)
- 先在两个侧面下方各形成正确的2X3两块,
- 使顶面的四个角块归位
- 调整中间四个棱块和侧面两个棱块的朝向
- 左右侧面顶部的棱块归位
- 中间棱块和中心块归位

## 记录转动的方法

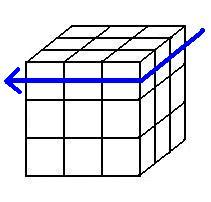
U的轉法，即順時鐘轉動上層

為了記錄下復原、轉亂的過程或公式的步驟，會用“辛马斯特标记”（Singmaster notation）來書寫（由大卫·辛马斯特發明）。書寫方式如下：
- R(Right)、L(Left)、U(Up)、D(Down)、F(Front)、B(Back)分別代表右、左、上、下、前、後層。
- 若是順時针旋轉，則直接寫上符號；若是逆時针旋轉，則在符號後加上「'」或是「i」；若是旋轉180°，則在符號後加上「2」或是「²」。

若要更加詳細紀錄整個過程，還會使用以下符號：
- x、y、z分別代表將整個魔術方塊做R、U、F，因為在速解魔術方塊的時候，並不會總是將一個面朝向自己。
- r、l、u、d、f、b分別代表右、左、上、下、前、後兩層，代表連中間層一起轉。
- M(Middle)、E(Equator)、S(Side)代表旋轉中間層，相當於Rr'、Uu'、Bb'[16]（注意x,y,z和M,E,S對應的方向不一樣）。

## 魔方还原世界紀錄
截至2024年7月13日的世界紀錄：
| 項目            | 紀錄                     | 保持者                  | 國籍   | 比賽                           |
| --------------- | ------------------------ | ----------------------- | ------ | ------------------------------ |
| 競速（單次）    | 3.13秒                   | Max Park                | 美國   | Pride in Long Beach 2023       |
| 競速（平均）    | 4.36秒                   | Yiheng Wang（王藝衡）   | 中國   | Philippine Championship 2024   |
| 盲解（單次）    | 12.00秒                  | Tommy Cherry            | 美國   | Triton Tricubealon 2024        |
| 盲解（平均）    | 14.15秒                  | Tommy Cherry            | 美國   | WCA World Championship 2023    |
| 單手解（單次）  | 6.05秒                   | Sean Patrick Villanueva | 菲律賓 | Clocked in Quezon City 2024    |
| 單手解（平均）  | 8.09秒                   | Sean Patrick Villanueva | 菲律賓 | Quezon City Open II 2024       |
| 最少步數 (單次) | 16步                     | Aedan Bryant            | 美國   | Ashfield Summer Challenge 2024 |
| 最少步數 (平均) | 20.00步                  | Wong Chong Wen (黄崇文) | 新加坡 | FMC Johor Bahru 2023           |
| 腳解（單次）    | 16.96秒                  | Daniel Rose-Levine      | 美國   | Heartland Champs 2018          |
| 腳解（平均）    | 22.22秒                  | Daniel Rose-Levine      | 美國   | WCA Euro 2018                  |
| 多顆盲解        | 57分47秒復原65個中的62個 | Graham Siggins          | 美國   | Blind Is Back LA 2022          |